# Vermuntsee
Der Vermuntsee liegt im Talende des Montafons, im österreichischen Bundesland Vorarlberg, auf einer Höhe von 1743 m ü. A. Er wird im Süden von der vergletscherten Litzner-Seehorn-Gruppe, im Osten vom Bergmassiv der Kresperspitze und im Westen vom Hochmaderer begrenzt. Entlang der östlichen Seite des Sees verläuft die Silvretta-Hochalpenstraße. Genutzt wird das gespeicherte Wasser im Vermuntwerk und als Unterwasserbecken für das 2019 fertiggestellte Obervermuntwerk II der illwerke vkw AG.

## Zuleitungen
Ein Teil des Wassers des Vermuntsees stammt aus natürlichen Zuflüssen, vor allem aus der Ill, dem Kromerbach und dem in Tirol fließendem Bieltalbach, dessen Wasser dem Silvrettasee zugeführt wird. Es gibt aber auch Bachüberleitungen aus dem Vallüla-, dem Valzifenz-, dem Vergaldner- und dem Garneratal. Auch nimmt der See das abgearbeitete Wasser der Obervermuntwerke I und II auf, das aus dem als Jahresspeicher dienenden Silvretta-Stausee stammt. Der Vermuntsee dient dagegen als Wochenspeicher.

## Baugeschichte
Im Juni 1925 begannen in Partenen die Vorarbeiten zum Bau des Vermuntwerkes und seiner Anlagen. Der kleine Ort mit 150 Einwohnern verfügte bis dahin weder über Strom, Telefon noch eine zeitgemäße Wasserversorgung. Bis zu 1.800 Ingenieure und Bauleute waren für das Anlegen von Transportwegen für Material, Gerät und Maschinen, die Errichtung verschiedener Aufstiegshilfen nach Vermunt, den Bau der Schmalspurbahn von Tschagguns bis Partenen und den Kraftwerksbau mit der Vermuntsperre selbst eingesetzt. Als Abschluss des Hochtales Schweizer Vermunt wurde die 50 Meter hohe Sperre in den Jahren 1928 bis 1931 als Gewichtsstaumauer errichtet.
Die technische Ausführung der Staumauer Vermunt erfolgte in den Jahren bis 1931 als Ergebnis umfangreicher betontechnologischer Versuchsreihen, wobei anstelle der bis dahin vorherrschenden Gussbetontechnik erdfeuchter, mit Pressluftstampfern verdichteter Beton verwendet wurde.

## Inbetriebnahme
Der Betrieb wurde im Jahr 1930 aufgenommen, der erste Vollstau erfolgte 1931. Der Vermuntsee hat einen Nutzinhalt von 5,3 Millionen Kubikmetern und einen Energieinhalt von 15,13 Millionen Kilowattstunden (kWh).
„Der Speicher Vermunt verfügt mit den Beileitungen (Vallüla, Vergalden, Valzifenz, Garnera) und einem natürlichen Einzugsgebiet von 22,0 km² über einen natürlichen Zufluss von 91,2 Mio. m3/Jahr.“

## Erhaltung
Nach nahezu 60 Betriebsjahren wurden in den Jahren 1987 bis 1989 umfassende Erhaltungsarbeiten durchgeführt. Der wasserseitige Sperrenfuß wurde injiziert und auf die gereinigte Maueroberfläche ein dichter Vorbeton aufgebracht.
Heute gehört der See mit seinen Anlagen zum Verbund der illwerke vkw AG.